# Distrito de Hameln-Pyrmont
El distrito de Hamelín-Pyrmont (en alemán: Landkreis Hameln-Pyrmont) es un distrito (landkreis) ubicado en la parte meridional del estado federal de Baja Sajonia, Alemania. El distrito limita al oeste con el distrito de Lippe de Renania del Norte-Westfalia, al norte con el distrito de Schaumburg y la Región de Hannover, al este con el distrito de Hildesheim así como al sur con el distrito de Holzminden. La capital y la ciudad más importante y poblada del distrito es Hamelín.

## Geografía
El distrito de Hamelín-Pyrmont cae por completo en la comarca de Weserbergland en el Oberweser.

## Historia
La mención más antigua de la región se puede encontrar en una inscripción de una tumba de un Oficial Romano (ca. año 50) en Augusta Raurica, una ciudad antigua cerca de Basilea. El oficial, cuyo nombre era Septimus Maximus menciona en la inscripción que ha caído junto con 6000 soldados en el actual pueblo de Eichenborn (cerca de Bad Pyrmont).
Cabría mencionar la curiosidad de que en Hameln es donde se desarrollan los hechos narrados en el Flautista de Hamelín (cuyo nombre original es Der Rattenfänger von Hameln, que se traduciría como El Cazador de Ratas de Hamelín), de los Hermanos Grimm.

## Composición del distrito
Unión de municipios
| - 1. Aerzen, (11.808) - 2. Bad Münder am Deister, ciudad (18.539) - 3. Bad Pyrmont, Ciudad (21.532) - 4. Coppenbrügge, (7.909) | - 5. Emmerthal [Ubicación: Kirchohsen] (11.156) - 6. Hameln, Gran ciudad (58.789) - 7. Hessisch Oldendorf, Ciudad (19.858) - 8. Salzhemmendorf, (10.530) |

## Enlaeces externos
- Sitio oficial del Landkreises Hameln-Pyrmont

- Datos: Q5970
- Multimedia: Landkreis Hameln-Pyrmont / Q5970